# Station Saint-Dizier
Station Saint-Dizier is een spoorwegstation in de Franse stad Saint-Dizier.